# Jeanne Carmen
Jeanne Laverne Carmen (Paragould, 4 agosto 1930 – Irvine, 20 dicembre 2007) è stata un'attrice statunitense.

## Filmografia parziale

### Cinema
- I tre fuorilegge (The Three Outlaws), regia di Sam Newfield (1956)
- Tamburi di guerra (War Drums), regia di Reginald Le Borg (1957)
- La città del ricatto (Portland Exposé), regia di Harold D. Schuster (1957)
- La ragazza del rodeo (Born Reckless), regia di Howard W. Koch (1958)
- The Monster of Piedras Blancas, regia di Irvin Berwick (1959)
- The Devil's Hand, regia di William J. Hole Jr. (1961)
- The Naked Monster, regia di Wayne Berwick e Ted Newsom (2005)

### Televisione
- The Millionaire – serie TV, 2 episodi (1958-1959)
- The Dick Powell Show – serie TV, episodio 1x11 (1961)